# Hannibal Lafayette Godwin

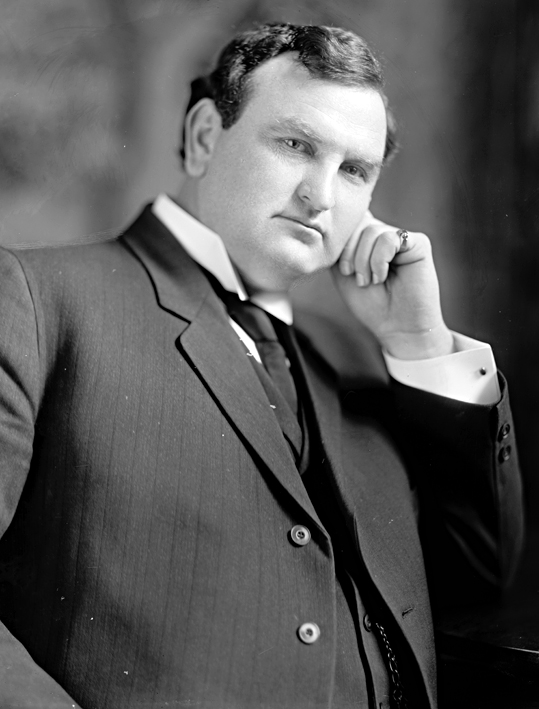
Hannibal Lafayette Godwin

Hannibal Lafayette Godwin (* 3. November 1873 bei Dunn, North Carolina; † 9. Juni 1929 ebenda) war ein US-amerikanischer Politiker. Zwischen 1907 und 1921 vertrat er den Bundesstaat North Carolina im US-Repräsentantenhaus.

## Werdegang
Hannibal Godwin besuchte die öffentlichen Schulen seiner Heimat und danach die spätere Duke University in Durham. Nach einem anschließenden Jurastudium an der University of North Carolina in Chapel Hill und seiner 1896 erfolgten Zulassung als Rechtsanwalt begann er in Dunn in diesem Beruf zu arbeiten. Gleichzeitig schlug er als Mitglied der Demokratischen Partei eine politische Laufbahn ein. Im Jahr 1897 wurde er zum Bürgermeister seiner Heimatstadt gewählt; 1903 wurde er Mitglied im Senat von North Carolina. Außerdem saß er in den Jahren 1904 bis 1906 im Staatsvorstand seiner Partei.
Bei den Kongresswahlen des Jahres 1906 wurde er im sechsten Wahlbezirk von North Carolina in das US-Repräsentantenhaus in Washington, D.C. gewählt, wo er am 4. März 1907 die Nachfolge von Gilbert B. Patterson antrat. Nach sechs Wiederwahlen konnte er bis zum 3. März 1921 sieben Legislaturperioden im Kongress absolvieren. In diese Zeit fiel der Erste Weltkrieg. Zwischen 1913 und 1920 wurden der 16., der 17., der 18. und der 19. Verfassungszusatz ratifiziert. Von 1911 bis 1919 war Godwin Vorsitzender des Ausschusses zur Reform des öffentlichen Dienstes.
1920 wurde er von seiner Partei nicht mehr zur Wiederwahl nominiert. In den folgenden Jahren praktizierte er wieder als Anwalt. Hannibal Godwin starb am 9. Juni 1929 in Dunn, wo er auch beigesetzt wurde.